# ハマクサギ
ハマクサギ Premna microphylla はシソ科の樹木。葉を揉むと悪臭がある。

## 特徴
落葉性の小高木。若枝には多少毛があるか、あるいはほとんど毛がない。葉柄の基部にある葉枕は強く発達し、その節の部分は横に少しふくれる。葉は広卵形から卵状楕円形で膜質、長さ4-12cm、幅2.5-7cmで縁はほとんど滑らかか、あるいは数対の先端が鈍く尖った鋸歯がある。葉の基部は急に狭くなって長さ0.5-1.5cmの葉柄に流れる。葉表と裏は共に無毛か、または葉脈の上にだけ毛がある。また葉を揉むと悪臭がある。側脈は3-4対あり、葉の表裏の両面に突出している。また際脈や網脈は葉裏からはっきり見て取れる。
5-6月頃にまばらに黄色い花をつける。花は円錐花序につき、花序は茎の先端に出る。花序は円錐形をなし、長さ5-15cm。花序の枝は叉状に分枝し、分岐点には線状の小さな苞が付く。個々の花の柄は糸状で長さ約1mm。萼は鐘形で長さ2mm、口には5歯がある。花冠は淡い黄色で筒状をしており、長さ5-10mmで口の部分は4裂して開く。果実は球形で黒紫色に熟して径4mmほどになり、その基部には径4mmほどの椀状の宿在萼がある。
和名の意味は「浜臭木」の意である。

## 分布と生育環境
本州では近畿地方以西、四国九州から琉球列島の一部に分布。国外では台湾からも知られる。海岸または海に近い場所に生える。

## 近縁種など
ハマクサギ属は世界の熱帯域を中心に約200種が知られ、日本には3種が自生する。ただし九州以北の日本本土に生育するのは本種だけである。琉球列島には他に2種がある。タイワンウオクサギ P. serratifolia は琉球列島に広く見られる種で、やはり海岸に生える。花は白くて花筒の長さが3-4mmと本種よりはるかに小さい。ルゾンクサギ P. nauseosa は花が更に小さくて花筒は2mmほど。この種は日本では石垣島からのみ知られる。これら2種はいずれも更に南まで分布がある。

## 利用
その悪臭を利用し、鹿児島県ではこの木の枝を畜舎などにつるしてハエを追うのに用いるという。ハエを「へ」と呼ぶことからこの木をヘガラの名で呼ぶという。

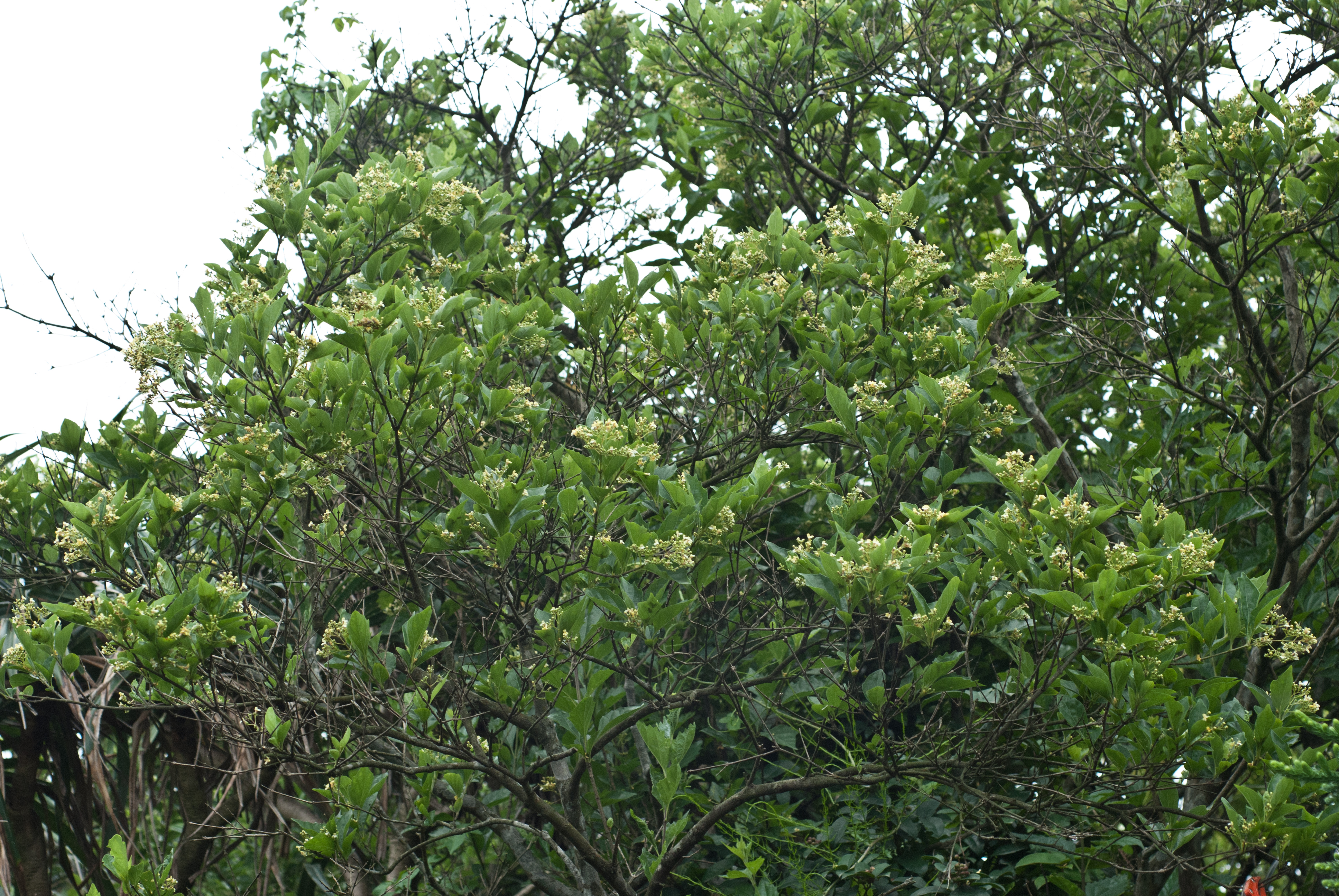
樹木の様子
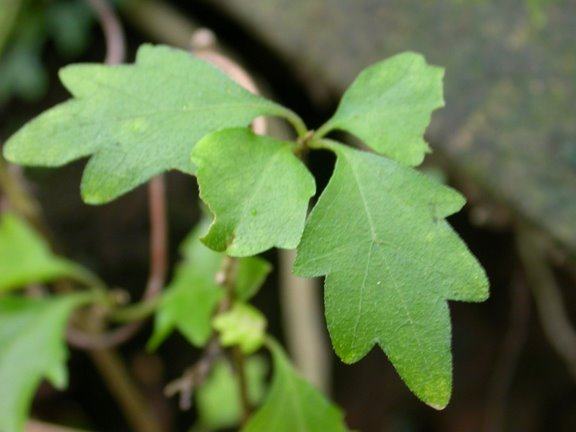
鋸歯の出た葉
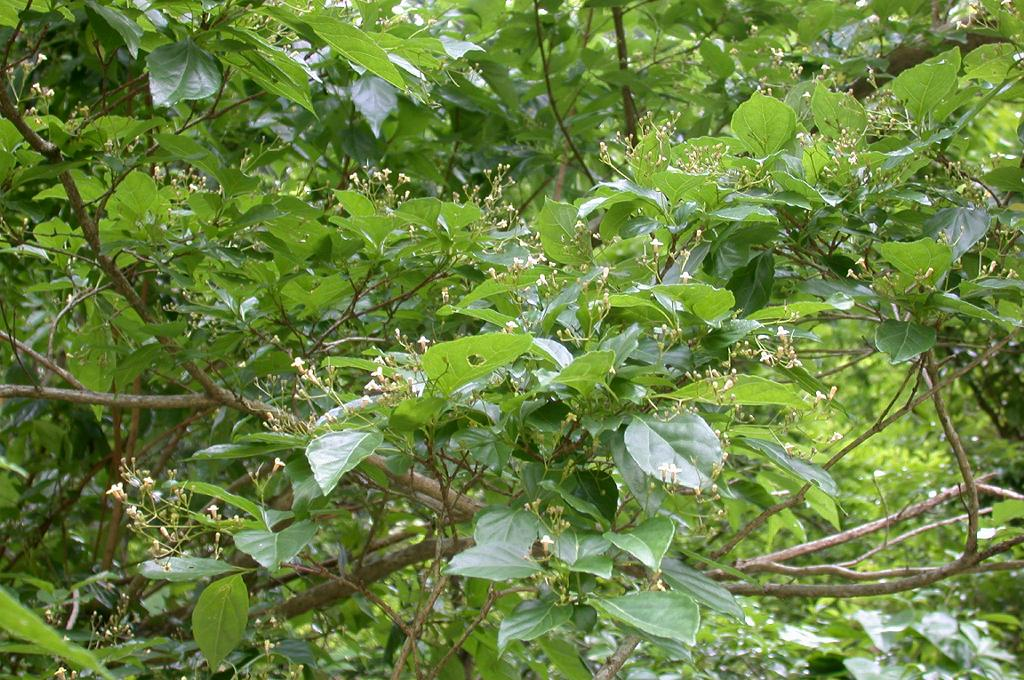
花が咲いている様子